# Anomis piriformis
Anomis piriformis là một loài bướm đêm trong họ Erebidae.